# Synagogue Klaus
La synagogue Klaus est une synagogue baroque de Prague, datant de 1694 et remaniée en 1884. Située dans l'ancien ghetto juif de la ville, Josefov, elle abrite une exposition consacrée aux traditions et coutumes juives.

## Historique
La synagogue Klaus est située à l’entrée de l’ancien cimetière juif. Son nom vient du mot allemand klaus, kloyz (pluriel : kloyzn) en yiddish, qui signifie petit bâtiment, qui est dérivé du latin claustrum.
Klausen (pluriel de klaus) était le nom des trois plus petits bâtiments d’origine, que Mordekhaï Maisel, chef de la communauté juive de Prague, avait érigé en l’honneur de la visite de l’empereur Maximilien II dans le ghetto de Prague en 1573.
Après la destruction du Klausen original dans un incendie en 1689, des travaux sur l’actuelle synagogue Klaus ont été entrepris, et furent achevés en 1694. Une autre reconstruction de la synagogue eut lieu dans les années 1880.
La synagogue Klaus occupe une place importante dans l’histoire du quartier juif de Prague. Il s’agissait de la plus grande synagogue du ghetto et du siège des pompes funèbres de Prague.

## Exposition
L’exposition permanente consacrée aux traditions et coutumes juives, qui se tient dans la nef principale de la synagogue, met en valeur l’importance de la synagogue et des fêtes juives traditionnelles. La galerie de la synagogue Klaus abrite des pièces en lien avec la vie quotidienne des familles juives et avec les traditions en rapport avec la naissance, la circoncision, la bar mitzvah (c'est-à-dire la communion juive), le mariage, le divorce et la famille juive.